# Richard Needham
Richard Francis Needham, 6e comte de Kilmorey, (né le 29 janvier 1942), est un homme politique conservateur britannique. Député de 1979 à 1997, il est sous-secrétaire d'État pour l'Irlande du Nord de 1985 à 1992 et ministre d'État au Commerce entre 1992 et 1995. De janvier 1961 à avril 1977, il porte le titre de courtoisie de vicomte Newry et Morne.

## Jeunesse
Il est l'aîné des trois fils du 5e comte de Kilmorey de son mariage avec Helen Bridget Faudel-Phillips, une fille de Sir Lionel Faudel-Phillips, 3e et dernier baronnet. Il fait ses études au Collège d'Eton. Quand son père devient le 5e comte de Kilmorey en janvier 1961, Richard utilise le titre de courtoisie Vicomte Newry et Morne, connu comme Lord Newry. Richard lui-même succède à son père pour devenir le 6e comte de Kilmorey en avril 1977.

## Carrière politique
Il est membre du Somerset County Council entre 1967 et 1974. En 1974, il se présente sans succès pour le siège de travailliste sûr de Pontefract et Castleford lors des Élections générales britanniques de février 1974 et est alors également battu à Gravesend en octobre. Il succède à son père dans le comté en 1977. C'est une pairie irlandaise et ne l'empêche pas de siéger à la Chambre des communes. Aux élections générales de 1979, il est élu comme député de Chippenham dans le Wiltshire. Il est l'un des «Wiltshire Wets», les députés conservateurs du comté qui expriment leur inquiétude face à la perte d'emplois résultant des politiques monétaristes de Margaret Thatcher. Sa circonscription est abolie pour les élections générales de 1983, et il est réélu à la Chambre des communes pour la nouvelle circonscription de North Wiltshire. Il occupe le siège jusqu'à sa retraite du Parlement aux élections générales de 1997.
Needham est secrétaire parlementaire privé du secrétaire d'État pour l'Irlande du Nord, James Prior, entre 1983 et 1984, et du secrétaire d'État à l'environnement, Patrick Jenkin, entre 1984 et 1985. Il sert sous Thatcher et plus tard John Major comme sous-secrétaire d'État pour l'Irlande du Nord entre 1985 et 1992 et sous Major en tant que ministre d'État au Commerce entre 1992 et 1995, et joue un rôle déterminant dans la transformation de la base économique de l(Irlande du Nord et de la stratégie d'exportation du Royaume-Uni sous Michael Heseltine.
Lord Kilmorey écrit deux livres: Honorable Member et Battling for Peace: le plus ancien ministre britannique d'Irlande du Nord (1999); un compte rendu de ses années en Irlande du Nord et de sa contribution à la paix.[réf. nécessaire]
Lord Kilmorey est titulaire d'un doctorat honorifique en droit de l'Université d'Ulster. Membre fondateur du groupe UK-Japon 21st Century, il est nommé membre de l'Ordre du Soleil levant, Étoile d'Or et d'Argent, par l'empereur du Japon. Il est nommé conseiller privé en 1994 et fait chevalier en 1997 .

## Vie privée
Needham épouse Sigrid Thiessen-Gairdner, fille d'Ernst Thiessen, en 1965. Ils ont trois enfants:
- Robert Francis John Needham, vicomte Newry et Morne (né en 1966)
- Andrew Francis Needham (né en 1969)
- Christina Clare Needham (née en 1977)

Bien que Needham ait hérité du comté de Kilmorey et de la vicomté de Newry et Morne à la mort de son père en 1977, il n'a pas revendiqué à la Chambre des lords la succession avant octobre 2012 . Le domaine de Needham, connu sous le nom de Morne Park, est près de Kilkeel dans le comté de Down en Irlande du Nord, mais le titre et le domaine ont été séparés lorsque le cinquième comte a hérité du titre mais a choisi de vivre en Angleterre. Le domaine Needham ou Morne Park appartient maintenant à la famille Anley, descendante du 4e comte de Kilmorey . La maison a été gravement endommagée par un incendie le 18 mai 2013 .